# (13026) 1989 CX
(13026) 1989 CX est un astéroïde de la ceinture principale d'astéroïdes découvert en 1989.

## Description
(13026) 1989 CX a été découvert le 7 février 1989 à Kushiro (Japon) par Seiji Ueda et Hiroshi Kaneda.

### Caractéristiques orbitales
L'orbite de cet astéroïde est caractérisée par un demi-grand axe de 2,35 UA, un périhélie de 1,81 UA, une excentricité de 0,23 et une inclinaison de 24,40° par rapport à l'écliptique. Du fait de ces caractéristiques, à savoir un demi-grand axe compris entre 2 et 3,2 UA et un périhélie supérieur à 1,666 UA, il est classé, selon la JPL Small-Body Database, comme objet de la ceinture principale d'astéroïdes.

### Caractéristiques physiques
(13026) 1989 CX a une magnitude absolue (H) de 13,9 et un albédo estimé à 0,068.